# Рамата (река)
Ра́мата (устар. Раммат, Раммата; латыш. Ramata, Luca, Lucas upīte, эст. Raamatu jõgi) — река в Латвии и Эстонии. Течёт по территории Буртниекской равнины в Ипикской волости Руйиенского края, Раматской волости Мазсалацского края и волости Мульги уезда Вильяндимаа. Правый приток верхнего течения Салацы.
Длина реки составляет 30 км. Площадь водосборного бассейна равняется 195 км² (по другим данным — 180 км²). Объём годового стока — 0,057 км³. Уклон — 0,9 м/км.
Исток реки находится на территории деревни Раамату к западу от города Мыйзакюла в Эстонии. Большая часть бассейна покрыта лесами. В среднем течении зарегулирована, в нижнем течении русло извилистое. Впадает в Салацу возле хутора Пуньмутес в Раматской волости Латвии.
Притоки: Зариньупите, Кишупе, Крукльупе.